# Селище (Березинський район)
Селище (біл. вёска Селішча) — село в складі Березинського району Мінської області, Білорусь. Село підпорядковане Погостівській сільській раді, розташоване в східній частині області.